# UEFA EURO 2016予選・グループD

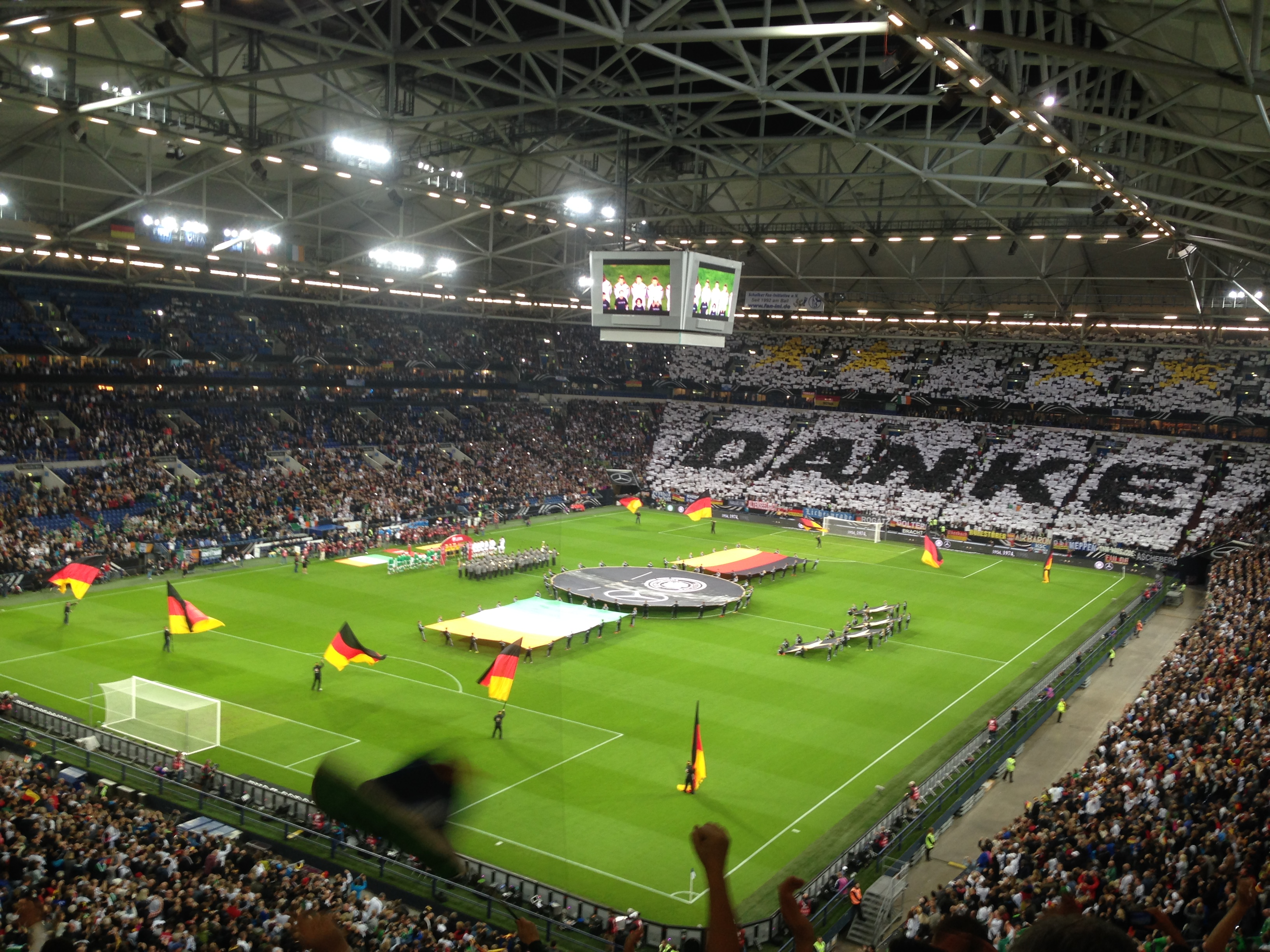
ドイツ対アイルランドの試合開始前の様子

このページは、UEFA EURO 2016予選のグループDの結果をまとめたものである。このグループは、ドイツ、アイルランド、ポーランド、スコットランド、ジョージア、ジブラルタルの6カ国・地域からなる。
1位および2位チームはそのままUEFA EURO 2016本大会出場が決まる。3位の9か国のうち成績が最も上位の国も予選を通過。残る3位の8か国が2か国ずつ4組に分かれホーム・アンド・アウェーでのプレーオフを行い、勝利した4か国が予選を通過する。

## 順位表
| チーム         | 試 | 勝 | 分 | 敗 | 得 | 失 | 差  | 点 |
| -------------- | -- | -- | -- | -- | -- | -- | --- | -- |
| ドイツ         | 10 | 7  | 1  | 2  | 24 | 9  | +15 | 22 |
| ポーランド     | 10 | 6  | 3  | 1  | 33 | 10 | +23 | 21 |
| アイルランド   | 10 | 5  | 3  | 2  | 19 | 7  | +12 | 18 |
| スコットランド | 10 | 4  | 3  | 3  | 22 | 12 | +10 | 15 |
| ジョージア     | 10 | 3  | 0  | 7  | 10 | 16 | −6  | 9  |
| ジブラルタル   | 10 | 0  | 0  | 10 | 2  | 56 | −54 | 0  |

| チーム  | チーム         | AWAY       | AWAY           | AWAY             | AWAY               | AWAY                | AWAY             |
| チーム  | チーム         | ドイツの旗 | ポーランドの旗 | アイルランドの旗 | スコットランドの旗 | ジョージア (国)の旗 | ジブラルタルの旗 |
| ------- | -------------- | ---------- | -------------- | ---------------- | ------------------ | ------------------- | ---------------- |
| H O M E | ドイツ         | X          | 3 - 1          | 1 - 1            | 2 - 1              | 2 - 1               | 4 - 0            |
| H O M E | ポーランド     | 2 - 0      | X              | 2 - 1            | 2 - 2              | 4 - 0               | 8 - 1            |
| H O M E | アイルランド   | 1 - 0      | 1 - 1          | X                | 1 - 1              | 1 - 0               | 7 - 0            |
| H O M E | スコットランド | 2 - 3      | 2 - 2          | 1 - 0            | X                  | 1 - 0               | 6 - 1            |
| H O M E | ジョージア     | 0 - 2      | 0 - 4          | 1 - 2            | 1 - 0              | X                   | 4 - 0            |
| H O M E | ジブラルタル   | 0 - 7      | 0 - 7          | 0 - 4            | 0 - 6              | 0 - 3               | X                |

## 競技日程と結果
競技日程は、2014年2月23日に行われた予選組み合わせ抽選会で決定された。
| 2014年9月7日 20:00 (UTC+4) |

| ジョージア              | 1 - 2    | アイルランド            |
| オクリアシュヴィリ 38分 | レポート | マクギーディ 24分, 90分 |

| ボリス・パイチャーゼ・スタジアム（トビリシ） 観客数: 22,000人 主審: ケフィン・ブロム |

| 2014年9月7日 20:45 (UTC+2) |

| ドイツ              | 2 - 1    | スコットランド |
| ミュラー 18分, 70分 | レポート | アンヤ 66分    |

| ジグナル・イドゥナ・パルク（ドルトムント） 観客数: 60,209人 主審: スヴェイン・オッドヴァル・モエン |

| 2014年9月7日 19:45 (UTC+1) |

| ジブラルタル | 0 - 7    | ポーランド                                                                        |
|              | レポート | グロシツキ 11分, 48分 · レヴァンドフスキ 50分, 53分, 86分, 90+2分 · シュカワ 58分 |

| エスタディオ・アルガルヴェ（ポルトガル・ファロ） 観客数: 1,620人 主審: ステファン・ヨハネソン |

| 2014年10月11日 17:00 (UTC+1) |

| アイルランド                                                                                    | 7 - 0    | ジブラルタル |
| キーン 6分, 14分, 18分 (pen.) · マクレーン 46分, 53分 · J・ペレス 52分 (o.g.) · フーラハン 56分 | レポート |              |

| アビバ・スタジアム（ダブリン） 観客数: 35,123人 主審: レオンティオス・トラットゥ |

| 2014年10月11日 17:00 (UTC+1) |

| スコットランド         | 1 - 0    | ジョージア |
| フブティア 28分 (o.g.) | レポート |            |

| アイブロックス・スタジアム（グラスゴー） 観客数: 48,000人 主審: ミロスラフ・ゼリンカ |

| 2014年10月11日 20:45 (UTC+2) |

| ポーランド              | 2 - 0    | ドイツ |
| ミリク 51分 · ミラ 88分 | レポート |        |

| ワルシャワ国立競技場（ワルシャワ） 観客数: 56,934人 主審: ペドロ・プロエンサ |

| 2014年10月14日 20:45 (UTC+2) |

| ドイツ        | 1 - 1    | アイルランド    |
| クロース 71分 | レポート | オシェイ 90+4分 |

| フェルティンス・アレーナ（ゲルゼンキルヒェン） 観客数: 52,000人 主審: ダミル・スコミナ |

| 2014年10月14日 19:45 (UTC+1) |

| ジブラルタル | 0 - 3    | ジョージア                                                     |
|              | レポート | ゲラシュヴィリ 9分 · オクリアシュヴィリ 19分 · カンカヴァ 69分 |

| エスタディオ・アルガルヴェ（ポルトガル・ファロ） 観客数: 600人 主審: ハラルド・レヒナー |

| 2014年10月14日 20:45 (UTC+2) |

| ポーランド                      | 2 - 2    | スコットランド                  |
| モンチニスキ 11分 · ミリク 76分 | レポート | マロニー 18分 · ネイスミス 57分 |

| ワルシャワ国立競技場（ワルシャワ） 観客数: 55,197人 主審: アルベルト・ウンディアーノ |

| 2014年11月14日 21:00 (UTC+4) |

| ジョージア | 0 - 4    | ポーランド                                                  |
|            | レポート | グリク 51分 · クリホビアク 71分 · ミラ 73分 · ミリク 90+2分 |

| ボリス・パイチャーゼ・スタジアム（トビリシ） 観客数: 18,000人 主審: パオロ・タグリアヴェント |

| 2014年11月14日 20:45 (UTC+1) |

| ドイツ                                                     | 4 - 0    | ジブラルタル |
| ミュラー 12分, 29分 · ゲッツェ 38分 · サントス 67分 (o.g.) | レポート |              |

| グルンディッヒ・シュタディオン（ニュルンベルク） 観客数: 44,380人 主審: アレクサンドル・トゥドール |

| 2014年11月14日 19:45 (UTC+0) |

| スコットランド | 1 - 0    | アイルランド |
| マロニー 75分  | レポート |              |

| セルティック・パーク（グラスゴー） 観客数: 59,239人 主審: ミロラド・マジッチ |

| 2015年3月29日 21:00 (UTC+4) |

| ジョージア | 0 - 2    | ドイツ                      |
|            | レポート | ロイス 39分 · ミュラー 44分 |

| ボリス・パイチャーゼ・スタジアム（トビリシ） 観客数: 51,000人 主審: クレマン・トゥルパン |

| 2015年3月29日 17:00 (UTC+1) |

| スコットランド                                                                        | 6 - 1    | ジブラルタル    |
| マロニー 18分 (pen.), 34分 (pen.) · S.フレッチャー 29分, 77分, 90分 · ネイスミス 39分 | レポート | L.カシアロ 20分 |

| ハムデン・パーク（グラスゴー） 観客数: 34,255人 主審: マッティアス・ゲストラニウス |

| 2015年3月29日 19:45 (UTC+1) |

| アイルランド  | 1 - 1    | ポーランド    |
| ロング 90+1分 | レポート | ペシュコ 26分 |

| アビバ・スタジアム（ダブリン） 観客数: 50,500人 主審: ヨナス・エリクソン |

| 2015年6月13日 18:00 (UTC+2) |

| ポーランド                                          | 4 - 0    | ジョージア |
| ミリク 62分 · レヴァンドフスキ 89分, 90+2分, 90+3分 | レポート |            |

| ワルシャワ国立競技場（ワルシャワ） 観客数: 56,512人 主審: アレクセイ・クルバコフ |

| 2015年6月13日 17:00 (UTC+1) |

| アイルランド      | 1 - 1    | スコットランド       |
| ウォルターズ 38分 | レポート | オシェイ 47分 (o.g.) |

| アビバ・スタジアム（ダブリン） 観客数: 49,063人 主審: ニコラ・リッツォーリ |

| 2015年6月13日 19:45 (UTC+1) |

| ジブラルタル | 0 - 7    | ドイツ                                                                                |
|              | レポート | シュールレ 28分, 65分, 71分 · クルーゼ 47分, 81分 · ギュンドアン 51分 · ベララビ 57分 |

| エスタディオ・アルガルヴェ（ポルトガル・ファロ） 観客数: 7,467人 主審: クレイトン・ピサニ |

| 2015年9月4日 20:00 (UTC+4) |

| ジョージア            | 1 - 0    | スコットランド |
| カザイシュヴィリ 38分 | レポート |                |

| ボリス・パイチャーゼ・スタジアム（トビリシ） 観客数: 23,000人 主審: オヴィディウ・ハツェガン |

| 2015年9月4日 20:45 (UTC+2) |

| ドイツ                              | 3 - 1    | ポーランド            |
| ミュラー 12分 · ゲッツェ 19分, 82分 | レポート | レヴァンドフスキ 37分 |

| コメルツバンク・アレーナ（フランクフルト・アム・マイン） 観客数: 48,500人 主審: ニコラ・リッツォーリ |

| 2015年9月4日 19:45 (UTC+1) |

| ジブラルタル | 0 - 4    | アイルランド                                             |
|              | レポート | クリスティ 27分 · キーン 49分, 51分 (pen.) · ロング 79分 |

| エスタディオ・アルガルヴェ（ポルトガル・ファロ） 観客数: 5,393人 主審: マリヨ・ストラホニャ |

| 2015年9月7日 20:45 (UTC+2) |

| ポーランド | 8 - 1    | ジブラルタル    |
| グロシツキ 8分, 15分 · レヴァンドフスキ 19分, 29分 · ミリク 56分, 72分 · ブワシュチコフスキ 59分 (pen.) · カプストゥカ 73分 | レポート | ゴスリング 87分 |

| ワルシャワ国立競技場（ワルシャワ） 観客数: 27,763人 主審: ゲディミナス・マゼイカ |

| 2015年9月7日 19:45 (UTC+1) |

| アイルランド      | 1 - 0    | ジョージア |
| ウォルターズ 69分 | レポート |            |

| アビバ・スタジアム（ダブリン） 観客数: 27,200人 主審: ヴァド・イシュトヴァーン |

| 2015年9月7日 19:45 (UTC+1) |

| スコットランド                           | 2 - 3    | ドイツ                                  |
| フメルス 28分 (o.g.) · マッカーサー 43分 | レポート | ミュラー 18分, 34分 · ギュンドアン 54分 |

| ハムデン・パーク（グラスゴー） 観客数: 50,753人 主審: ビョルン・カイペルス |

| 2015年10月8日 20:00 (UTC+4) |

| ジョージア                                                                       | 4 - 0    | ジブラルタル |
| ヴァツァーゼ 30分, 45分 · オクリアシュヴィリ 35分 (pen.) · カザイシュヴィリ 87分 | レポート |              |

| ボリス・パイチャーゼ・スタジアム（トビリシ） 観客数: 11,330人 主審: セルギー・ボイコ |

| 2015年10月8日 19:45 (UTC+1) |

| アイルランド | 1 - 0    | ドイツ |
| ロング 70分  | レポート |        |

| アビバ・スタジアム（ダブリン） 観客数: 50,604人 主審: カルロス・ベラスコ・カルバージョ |

| 2015年10月8日 19:45 (UTC+1) |

| スコットランド                      | 2 - 2    | ポーランド                   |
| リッチー 45分 · S.フレッチャー 62分 | レポート | レヴァンドフスキ 3分, 90+4分 |

| ハムデン・パーク（グラスゴー） 観客数: 49,359人 主審: カッシャイ・ヴィクトル |

| 2015年10月11日 20:45 (UTC+2) |

| ドイツ                               | 2 - 1    | ジョージア      |
| ミュラー 50分 (pen.) · クルーゼ 79分 | レポート | カンカヴァ 53分 |

| レッドブル・アレナ（ライプツィヒ） 観客数: 43,630人 主審: パヴェル・クラロヴェツ |

| 2015年10月11日 19:45 (UTC+1) |

| ジブラルタル | 0 - 6    | スコットランド                                                                          |
|              | レポート | C.マーティン 25分 · マロニー 39分 · S.フレッチャー 52分, 56分, 85分 · ネイスミス 90+1分 |

| エスタディオ・アルガルヴェ（ポルトガル・ファロ） 観客数: 12,401人 主審: アレクセイ・クルバコフ |

| 2015年10月11日 20:45 (UTC+2) |

| ポーランド                                | 2 - 1    | アイルランド             |
| クリホビアク 13分 · レヴァンドフスキ 42分 | レポート | ウォルターズ 16分 (pen.) |

| ワルシャワ国立競技場（ワルシャワ） 観客数: 57,497人 主審: ジュネイト・チャクル |

## ノート
1. 1 2 3 4 5  ジブラルタルは、ピッチが人工芝のジブラルタルのヴィクトリア・スタジアムではなく[2]、ポルトガル・ファロにあるエスタディオ・アルガルヴェで全てのホーム戦を実施した。
2. 1 2  スコットランドは、本拠地であるグラスゴーのハムデン・パークが2014年コモンウェルスゲームズの会場に使用されることになり、ホーム開幕戦のジョージア戦はアイブロックス・スタジアム、第2戦のアイルランド戦はセルティック・パークで実施した[3]。